# Tyrannochthonius monodi
Tyrannochthonius monodi är en spindeldjursart som beskrevs av Max Vachon 1941. Tyrannochthonius monodi ingår i släktet Tyrannochthonius och familjen käkklokrypare. Inga underarter finns listade i Catalogue of Life.